# Teorema de Carmichael
Este artículo habla del teorema de Carmichael de los números de Fibonacci. También existe otro teorema de Carmichael aplicado a la definición recursiva de la función de Carmichael.
El teorema de Carmichael, nombrado así en honor al matemático estadounidense R.D. Carmichael, establece que para todo n mayor que 12, el n-ésimo número de Fibonacci F(n) tiene al menos un factor primo que no es factor de ninguno de los términos anteriores de la sucesión. Las únicas excepciones para n menor o igual que 12 son:
F(1)=1 y F(2)=1, que no tienen factores primos
F(6)=8, cuyo único factor primo es 2 (que es F(3))
F(12)=144, cuyos únicos factores primos son 2 (que es F(3)) y 3 (que es F(4))
Si un número primo p es un factor de F(n) y no es factor de ningún F(m) con m < n, entonces se dice que p es un factor característico o un divisor primitivo de F(n). El teorema de Carmichael establece que cada número de Fibonacci, con las únicas excepciones anteriormente mencionadas, tiene al menos un factor característico.